# Jamie Meyer
Jamie Meyer, född 31 augusti 1980 i Göteborg, är en svensk musiker och låtskrivare. Meyer deltog i TV-programmet Popstars hösten 2002 och slutade på tredje plats. Han fick sedan skivkontrakt av Sony Music Sweden och 2003 släppte han sitt debutalbum It´s All About Me.. Låtskrivare och producent var Jörgen Elofsson. Två av låtarna hade Bryan Adams varit med och skrivit.  Den svenska sångerskan och låtskrivaren Robyn skrev också en av låtarna till första plattan, titelspåret "It´s All About Me", tillsammans med Jörgen Elofsson. År 2003 var Meyer nominerad till Rockbjörnen i kategorin "Årets Svenska Nykomling". Han fick även en nominering vid NRJ Music Awards samma år i kategorin "Årets Manliga Artist".
Det dröjde till 2008 innan Meyer släppte ny musik, då kom andra albumet Great Big Change. Det nya albumet resulterade i utmärkelsen bästa sångare/låtskrivare på LA Music Awards. År 2012 släppte han sitt tredje album Good Night To Be Young. På Hollywood Music in Media Awards 2010 blev titelspåret "Good Night To Be Young" nominerad i country kategorin.
År 2016 kom singeln "Holy Ground To Me", vars text och video var inspirerad av Meyers uppväxt på Hisingen, Göteborg. Året därpå blev han nominerad till Indieville Awards för musikvideon. År 2017 släpptes ytterligare en singel, "Nothin’ On You". Videon till låten tog upp ämnet våld i hemmet, och låg 13 veckor i rad på Taste Of Countrys video topplista. Videorna till "Holy Ground To Me" och "Nothin’ On You" har båda regisserats av Patric Ullaeus.
Meyer samarbetar sedan 2005 med Håkan Mjörnheim. De senaste åren har han spelat mycket i Nashville, och har då också börjat jobba alltmer med låtskrivare där. Han har flera gånger spelat på kända [[Bluebird Cafe]] i Nashville.
Våren 2018 signerade han ett låtskrivaravtal med Nashville-baserade Dan Hodges Music samt svenska Roasting House Music.
Meyer har tidigare turnerat med GES (Glenmark, Eriksson & Strömstedt), Westlife och Lady Antebellum. Han har medverkat i flera TV-program, bland annat i SVT Så ska det låta, TV4 Bingolotto, TV4 Nyhetsmorgon, NBC Today In Nashville. 
Den 25 december 2020 släppte Meyer albumet All the Right Lanes, vol 1.  

## Priser och nomineringar
| År   | Nominering                          | Kategori                                                     | Resultat  |                              |
| ---- | ----------------------------------- | ------------------------------------------------------------ | --------- | ---------------------------- |
| 2003 | Rockbjörnen                         | Årets svenska nykomling                                      | Nominerad |                              |
| 2003 | NRJ Music Awards                    | Årets manliga artist                                         | Nominerad |                              |
| 2008 | LA Music Awards                     | Bästa sångare/låtskrivare                                    | Vann      |                              |
| 2010 | The Hollywood Music in Media Awards | Låten "Good Night to Be Young" nominerad i kategorin country | Nominerad |                              |
| 2017 | Indieville Awards                   | Musikvideo "Holy Ground to Me"                               | Nominerad | Regisserad av Patric Ullaeus |
| 2019 | The Hollywood Music in Media Awards | Musikvideo "Nothin' on You"                                  | Nominerad | Regisserad av Patric Ullaeus |

## Diskografi

### Album
- 2003 – It's All About Me

- 2008 – Great Big Change (borttagen från Spotify)
- 2010 – Good Night To Be Young
- 2015 – Gone Crazy (EP)
- 2017 – Miss This Town (EP)
- 2020 – All the Right Lanes, vol. 1

### Singlar
- 2003 – Good Girl
- 2003 – Last Goodbye, First Hello
- 2013 – Young Again
- 2014 – Can´t Stop Now
- 2016 – Holy Ground To Me
- 2017 – Live To Die Another Day
- 2017 – Nothin’ On You
- 2017 – There´s Only Plan A (livespelning med Sofia Myrén & Solid Gospel)
- 2017 – Everybody Needs Someone (livespelning med Solid Gospel)
- 2017 – Holy Ground To Me (livespelning med Solid Gospel)
- 2018 – Feel The Love
- 2018 – Safe To Say
- 2019 – The Right Side
- 2019 – Heart On A Wire
- 2020 – Drinkin’ Bout You
- 2020 – If Heaven Had a Number
- 2020 – No Words
- 2020 – Catch My Breath
- 2020 – Here Comes the Weekend!
- 2020 – Where the Streets Have No Name (U2 cover)
- 2020 – Southern Drawl
- 2020 – Perfect
- 2020 – I´m Done
- 2021 – One Light Burnin' (med Suzanne Zell)
- 2021 – Tequila Sunrise Memories
- 2023 –  Wait To Wake Up